# OV2-3
OV2-3 (Orbiting Vehicle 2-3) – amerykański wojskowy satelita eksperymentalny z serii OV2. Satelita został zbudowany w ramach programu  ARENTS (Advanced Research Environmental Test Satellite), którego celem miało być badanie warunków panujących w przestrzeni kosmicznej. Po anulowaniu tego programu, zbudowane urządzenia postanowiono wykorzystać w programie OV2. Satelity były wynoszone na orbitę przez testowane wtedy rakiety Titan 3C. Z powodu awarii członu Transtage satelita nie osiągnął planowanej orbity geostacjonarnej. Satelita spłonął w górnych warstwach atmosfery 17 sierpnia 1975 roku.